# Limnophila aquatica
Limnophila aquatica är en grobladsväxtart som först beskrevs av William Roxburgh, och fick sitt nu gällande namn av Arthur Hugh Garfit Alston. Limnophila aquatica ingår i släktet Limnophila och familjen grobladsväxter. Inga underarter finns listade i Catalogue of Life.

## Bildgalleri

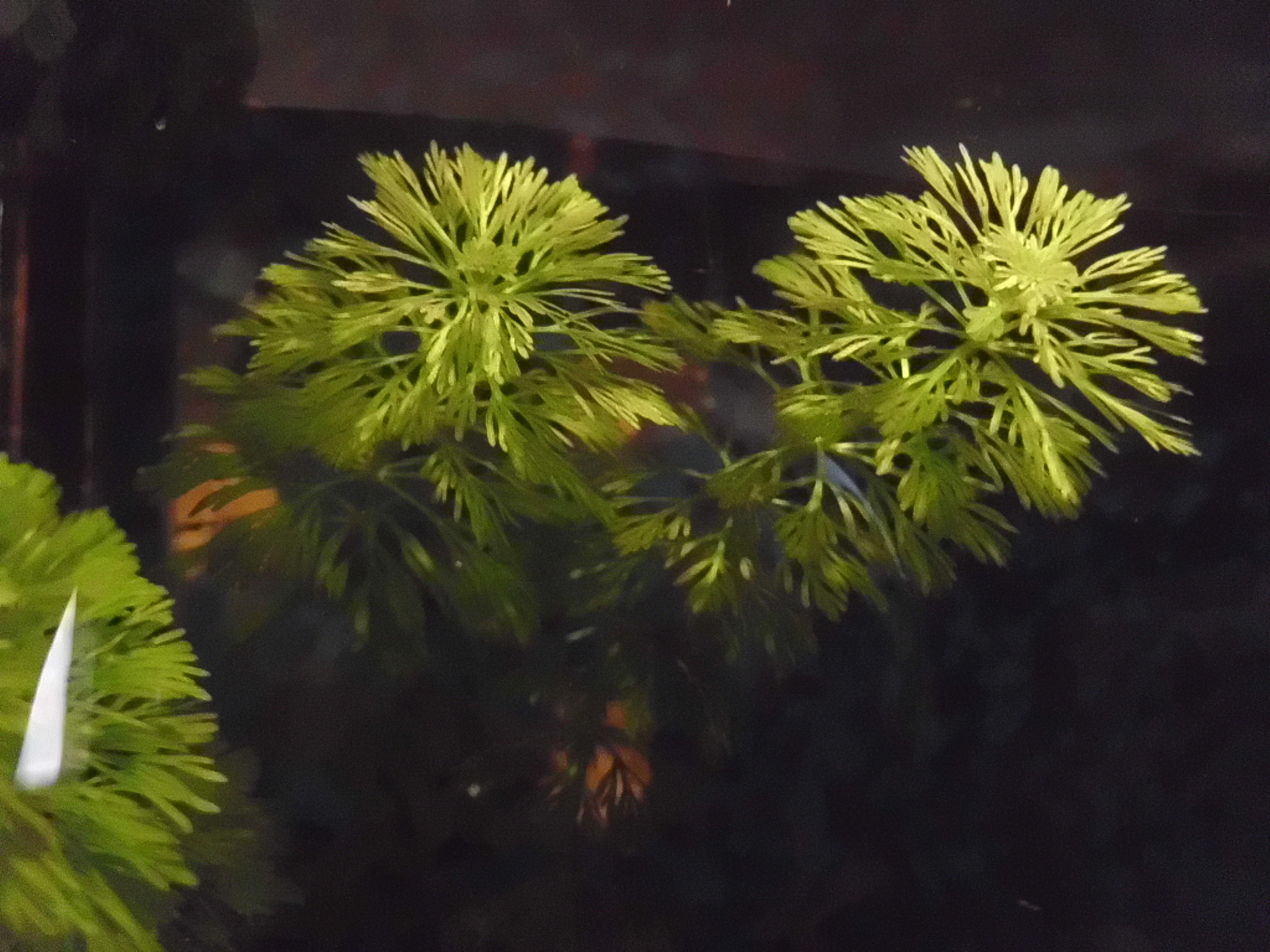
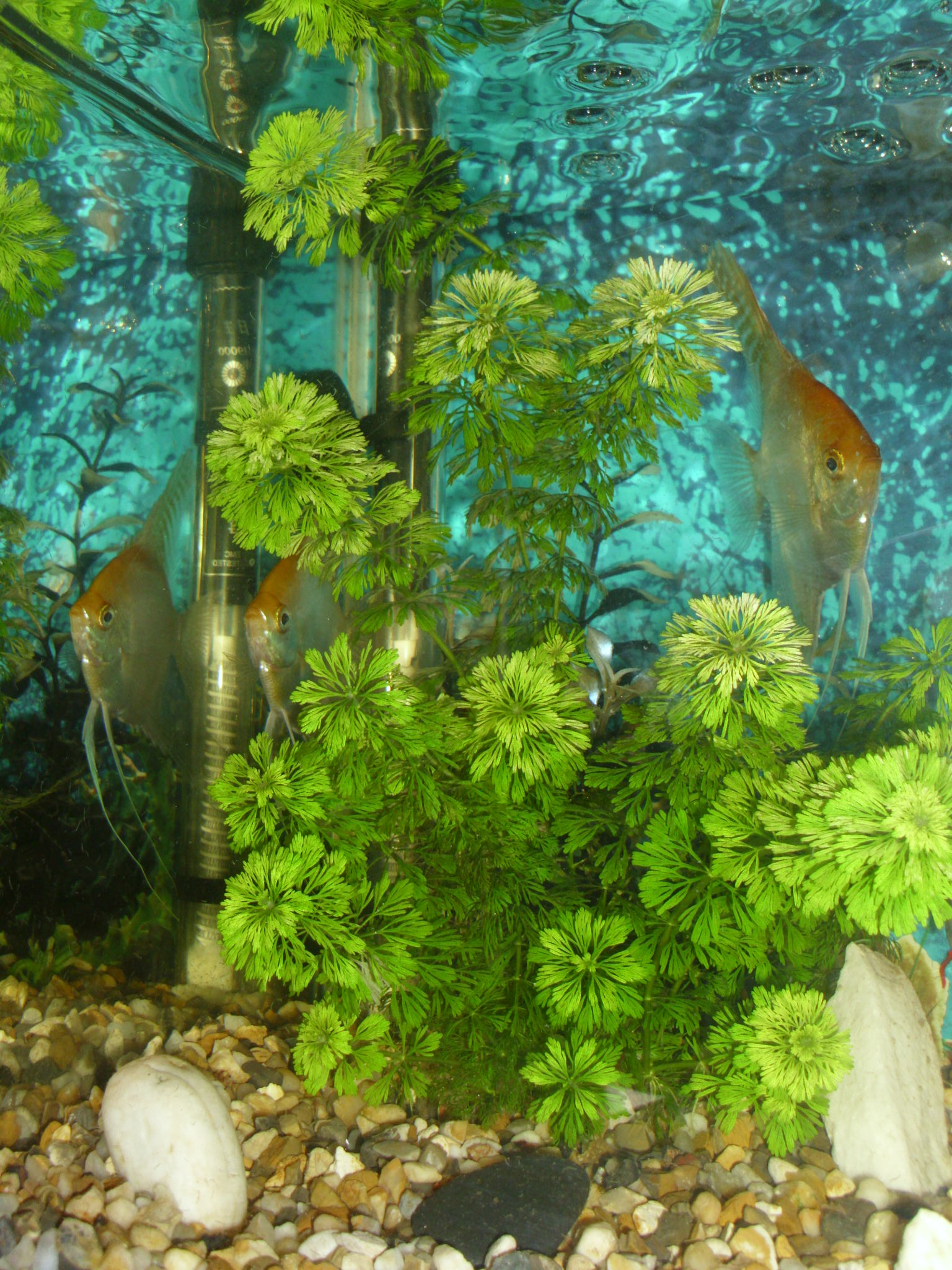